# خلیل آلتین‌توپ
خلیل آلتین‌توپ (ترکی استانبولی: Halil Altıntop؛ زادهٔ ۸ دسامبر ۱۹۸۲) بازیکن فوتبال ترکیه‌ای است. وی برادر دوقلوی حمید آلتین‌توپ، دیگر بازیکن ملی‌پوش سابق تیم ملی فوتبال ترکیه می‌باشد.
او از ترک‌های آلمان است و سابقه بازی برای تیم‌های کایزرسلاوترن، شالکه ۰۴، اینتراخت فرانکفورت، ترابوزان‌اسپور، آگسبورگ و اسلاویا پراگ را در کارنامه ورزشی خود دارد.